# Olga Gutiérrez
Olga Mafalda Iraolagoitia Gutiérrez (Quimilí, Santiago del Estero, 1928 - Guayaquil, 10 de marzo de 2015), conocida en el ámbito artístico como Olga Gutiérrez, fue una destacada intérprete del pasillo ecuatoriano. Nacida en Argentina, de ascendencia vasca, posteriormente adquirió la nacionalidad ecuatoriana.

## Biografía

### Primeros años
Olga nació en 1928 en Quimilí, Santiago del Estero, Argentina, su padre fue ganadero. Desde muy pequeña estuvo relacionada al canto, ya que su abuelo y sus tíos solían cantar y entonar instrumentos musicales los fines de semana. Tenía dos años de edad cuando se subió por primera vez a cantar a un escenario en su pueblo natal.

### Carrera
A los 18 comenzó a cantar profesionalmente, presentándose en una cafetería durante dos semanas, luego viajó a Brasil y más tarde a Venezuela, recorriendo varios países de Sudamérica haciendo presentaciones. Llegó a Ecuador en 1962, contratada por el gobierno de Carlos Julio Arosemena Monroy, donde cantó en honor del Duque de Edimburgo, esposo de la reina Isabel II, sin embargo ella estaba interesada en viajar a México y realizar películas con Tony Aguilar. Hizo amistad con el trío Los latinos del Andes, integrado por Eduardo Erazo, Héctor Jaramillo y Homero Hidrovo.
Grabó con la Orquesta Sinfónica de Managua, luego viajó a Panamá después que Eduardo Erazo le dijo que se encontraba con el trío Los latinos del Andes trabajando gratis, y se los llevó a Managua donde grabaron sus temas. Luego los llevó a México donde formaron el grupo Los Brillantes, trabajaron durante 1 año y después recorrieron Venezuela y Panamá. Con el grupo se mantuvo durante la década de 1960 y 1970, con presentaciones en New York, Bogotá, San José de Costa Rica, México DF, entre otros. Grabaron varios discos con temas como Horas de pasión, Te digo corazón, Esta pena mía, Vasija de barro. Más tarde regresó a Ecuador como solista y con ayuda de Ernesto Albán realizó presentaciones diversos pueblos del país. Se nacionalizó ecuatoriana en 2004, debido a su permanencia como residente en el país y su agrado por el trabajo en conjunto con Albán y la música nacional (pasillo). También formó un dúo con Kiko González llamado Olga y Kiko, realizando giras en Estados Unidos y Europa.
En 1966 representó al Ecuador en el Festival of Music And Song, en Hollywood, en el que ganó la Palma de Mallorca.
En 2003 le fue detectado diabetes y debido a esto, en 2008 le fue amputada la pierna derecha. En 2005 fue nombrada Embajadora de la Música Nacional y galardonada con el premio Rosa Campuzano. El 14 de octubre de 2010 fue galardonada como Reina del Pasillo ecuatoriano, por la agrupación cultural Los Trovadores. En 2011 se presentó junto a Juan Fernando Velasco donde interpretó su tema Acuérdate de mi.

### Vida personal
Tuvo una relación con Héctor Jaramillo y estuvo casada durante 39 años con Kiko González.

### Muerte
Falleció el 10 de marzo de 2015, en el Hospital del Seguro de la ciudad de Guayaquil, por un edema pulmonar y bronconeumonía, complicaciones médicas producidas por la diabetes que llevaba padeciendo hace más de una década.